# 수프리에르힐스

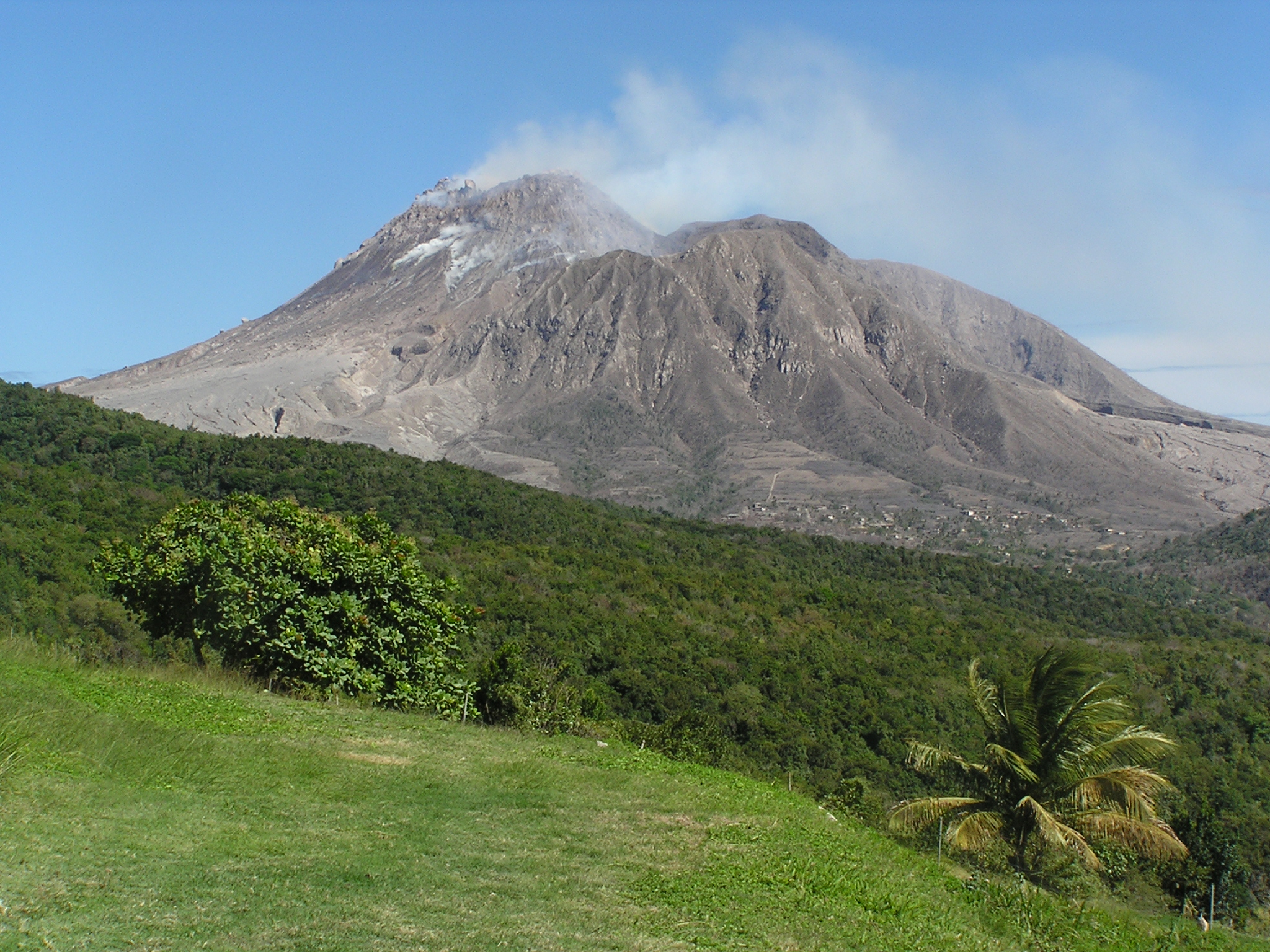
수프리에르힐스 (2007년 6월 촬영)

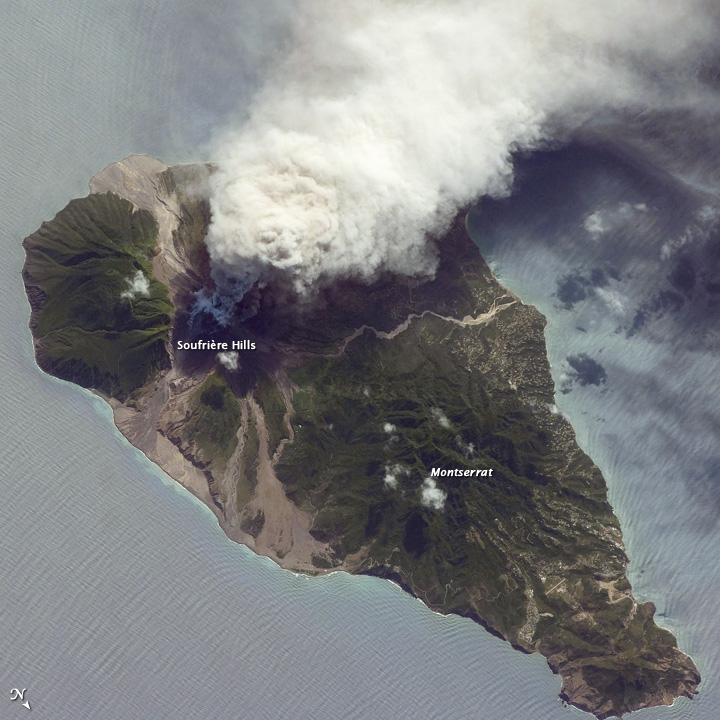
2009년에 일어난 수프리에르힐스 분화

수프리에르힐스(Soufriere Hills)는 몬트세랫에 있는 해발 915m의 화산이다. 이 화산은 성층 화산으로, 현재까지 활동하는 활화산이다. 이 산은 몬트세랫 역사상 가장 큰 피해를 주었던 산이다. 높이는 낮지만 폭발위력은 강하다. 분화를 할 때 주로 화산쇄설류를 일으키고, 어떤 때는 용암을 분출하기도 한다. 그래서 입는 인명피해는 크다. 현재는 국립공원으로 지정되어 많은 관광객들이 방문한다. 지금도 분화하기 때문에 출입은 규제된다.
1995년에 처음 폭발했다. 그 당시 화산재가 발생하여 몬트세랫에 쌓였는데, 5,000명이나 되는 주민들이 대피했고, 몬트세랫의 수도인 플리머스를 파괴시켰다. 이 화산의 폭발은 보름달, 강력한 지진 활동 등과 관련이 있는 것으로 보인다. 캐슬피크라는 용암 돔은 가장 젊은 용암 돔이었는데 이곳이 붕괴하자 용암을 분출하여 앞바다에 삼각주를 만들어 놓았다.